# 威爾斯伯勒 (紐約州普查規定居民點)
威爾斯伯勒（英語：Willsboro）是位於美國紐約州艾塞克斯縣的普查規定居民點。

## 人口
根據2020年美國人口普查的數據，威爾斯伯勒的面積為5.07平方千米，當中陸地面積為4.95平方千米，而水域面積為0.11平方千米。當地共有人口689人，而人口密度為每平方千米135.9人。